# Цианид бария
Цианид бария — неорганическое химическое соединение,
соль щёлочноземельного металла бария и синильной кислоты с формулой Ba(CN)2,
бесцветные кристаллы,
растворяется в воде, чрезвычайно ядовит.

## Получение
- Прокаливание смеси бария и углерода в токе азота:

{\displaystyle {\mathsf {Ba+2C+N_{2}\ {\xrightarrow {T}}\ Ba(CN)_{2}}}}
- Нагревание нитрида бария с угарным газом:

{\displaystyle {\mathsf {Ba_{3}N_{2}+2CO\xrightarrow {T} Ba(CN)_{2}+2BaO}}}

## Физические свойства
Цианид бария образует бесцветные кристаллы.
Растворяется в воде и этаноле.

## Химические свойства
- В водных растворах подвергается гидролизу до основной соли (раствор имеет щелочную реакцию):

{\displaystyle {\mathsf {Ba(CN)_{2}+H_{2}O\ {\xrightarrow {}}\ Ba(OH)CN+HCN}}}
- Во влажном воздухе медленно реагирует с углекислым газом, выделяя токсичную синильную кислоту:

{\displaystyle {\mathsf {Ba(CN)_{2}+CO_{2}+H_{2}O\ {\xrightarrow {}}\ BaCO_{3}+2HCN\uparrow }}}

## Токсичность и биологические свойства
Цианид бария высокотоксичен для теплокровных существ даже в очень малых количествах, подобно всем растворимым солям синильной кислоты. Опасен для окружающей среды. Предельно допустимая концентрация цианистого бария в воздухе рабочей зоны составляет 0,5 мг/м3.